# Raggal
Raggal é um município da Áustria, situado no distrito de Bludenz, na estado de Vorarlberg. Tem 41,57 km² de área e sua população em 2019 foi estimada em 868 habitantes.